# 利園三期

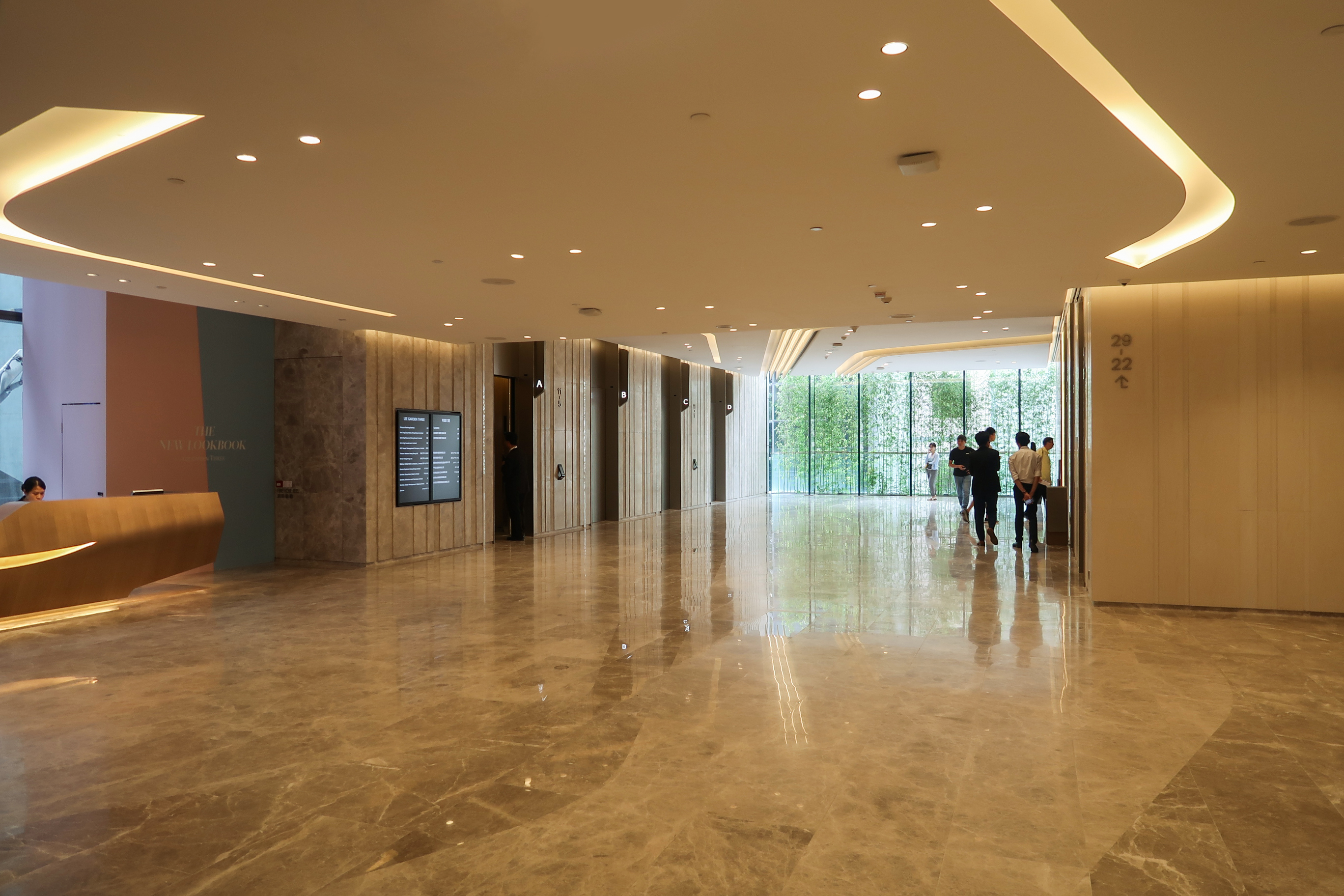
利園三期3樓寫字樓大堂

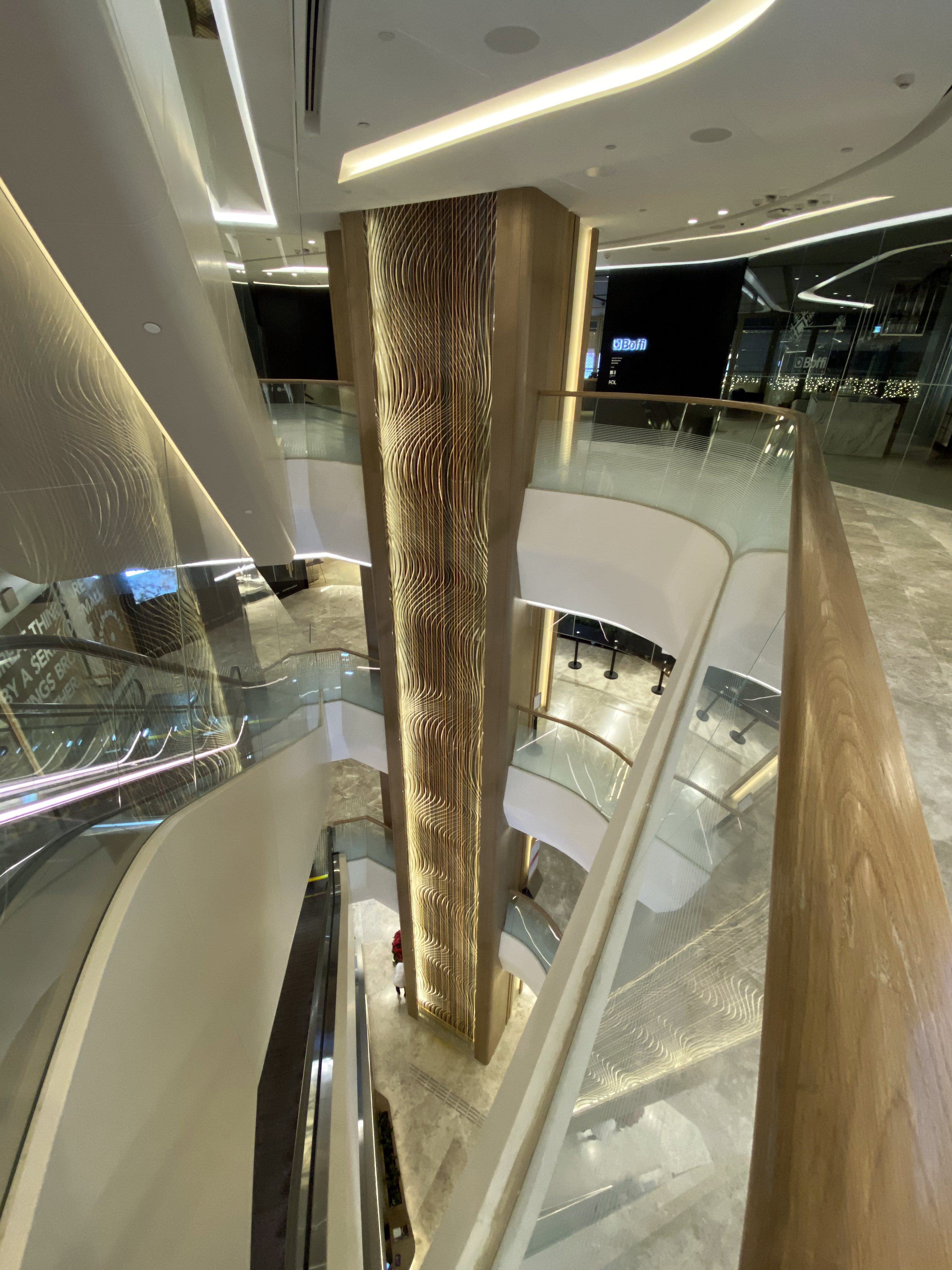
利園三期商場中庭

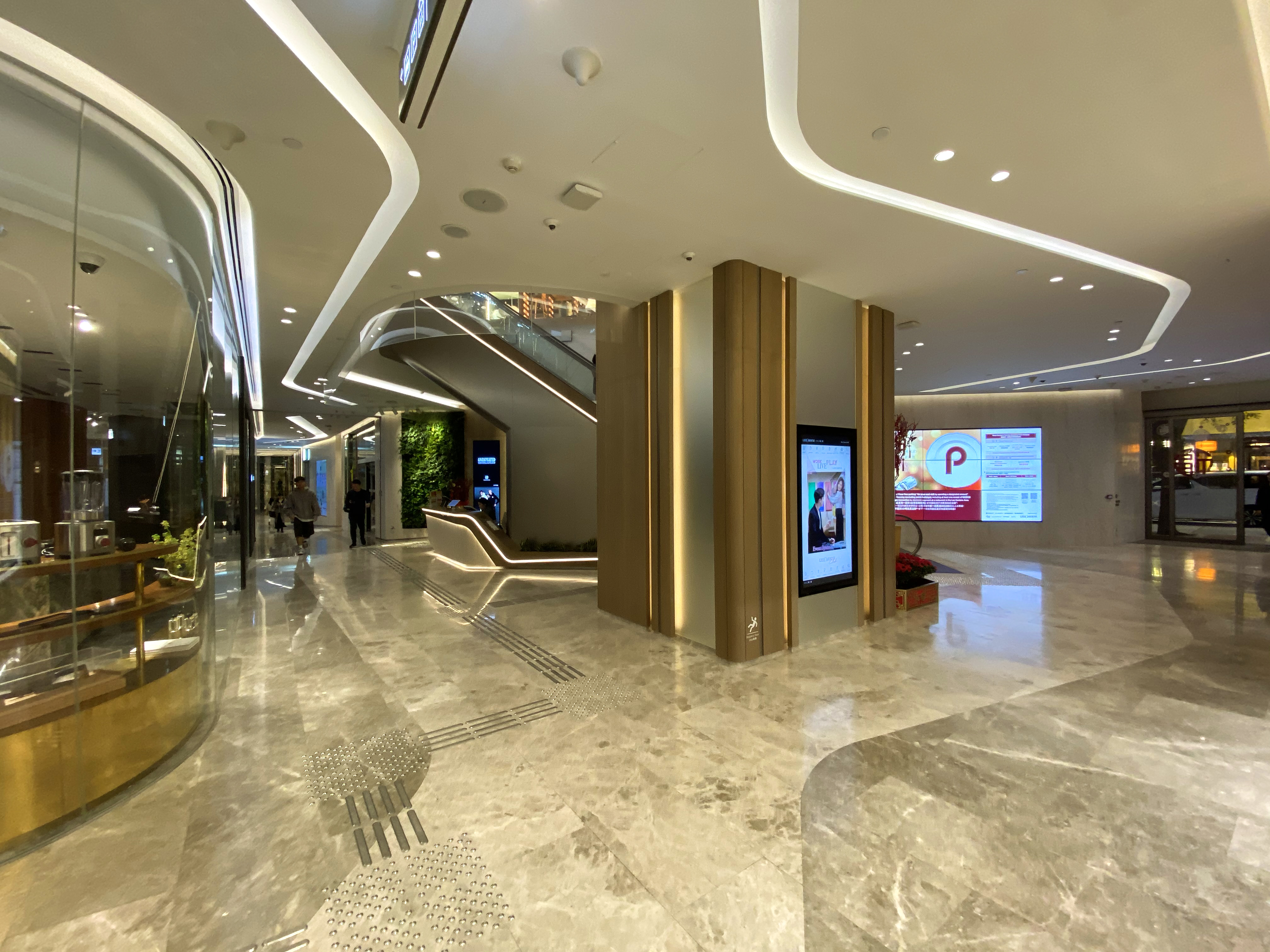
利園三期商場地下

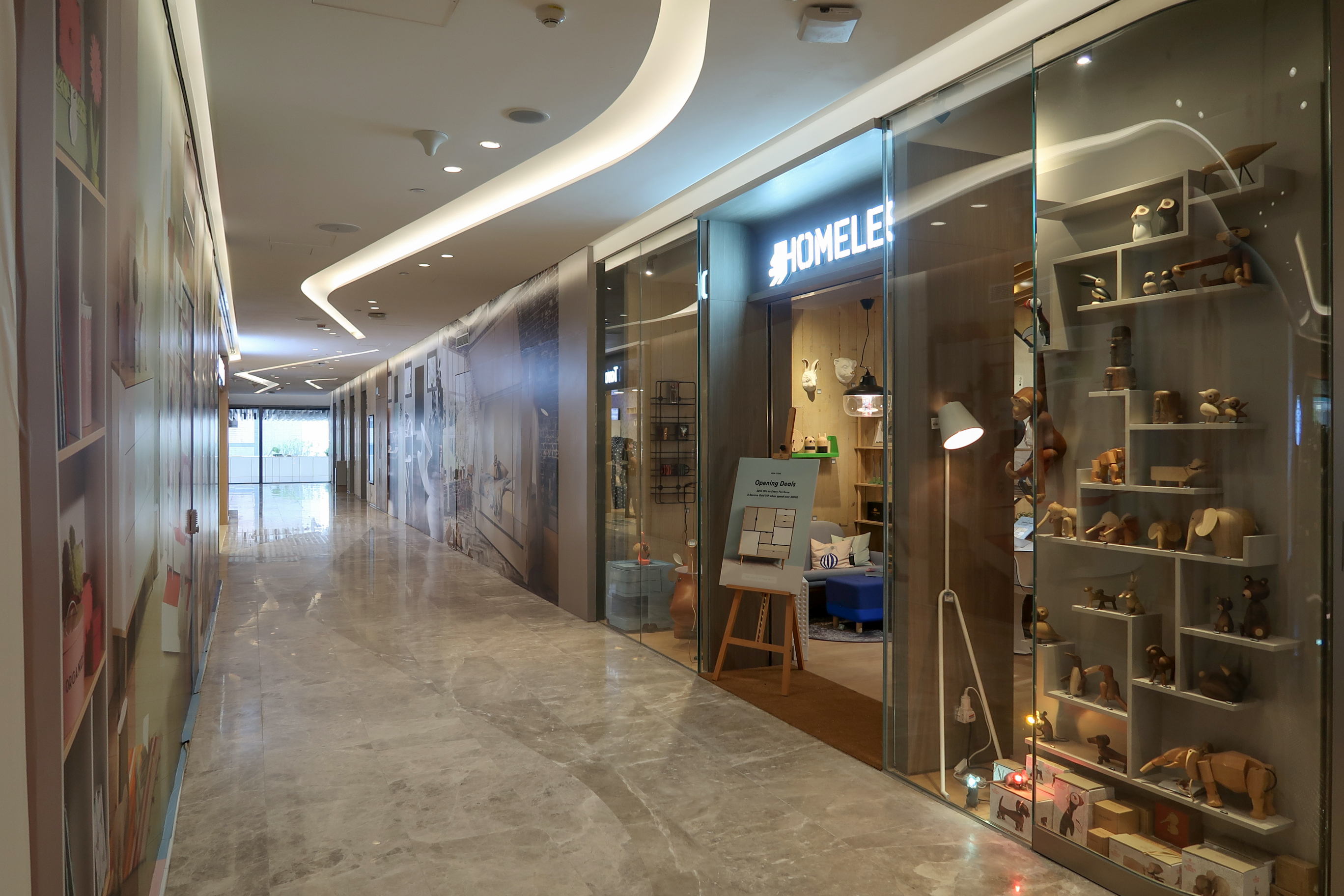
利園三期商場1樓

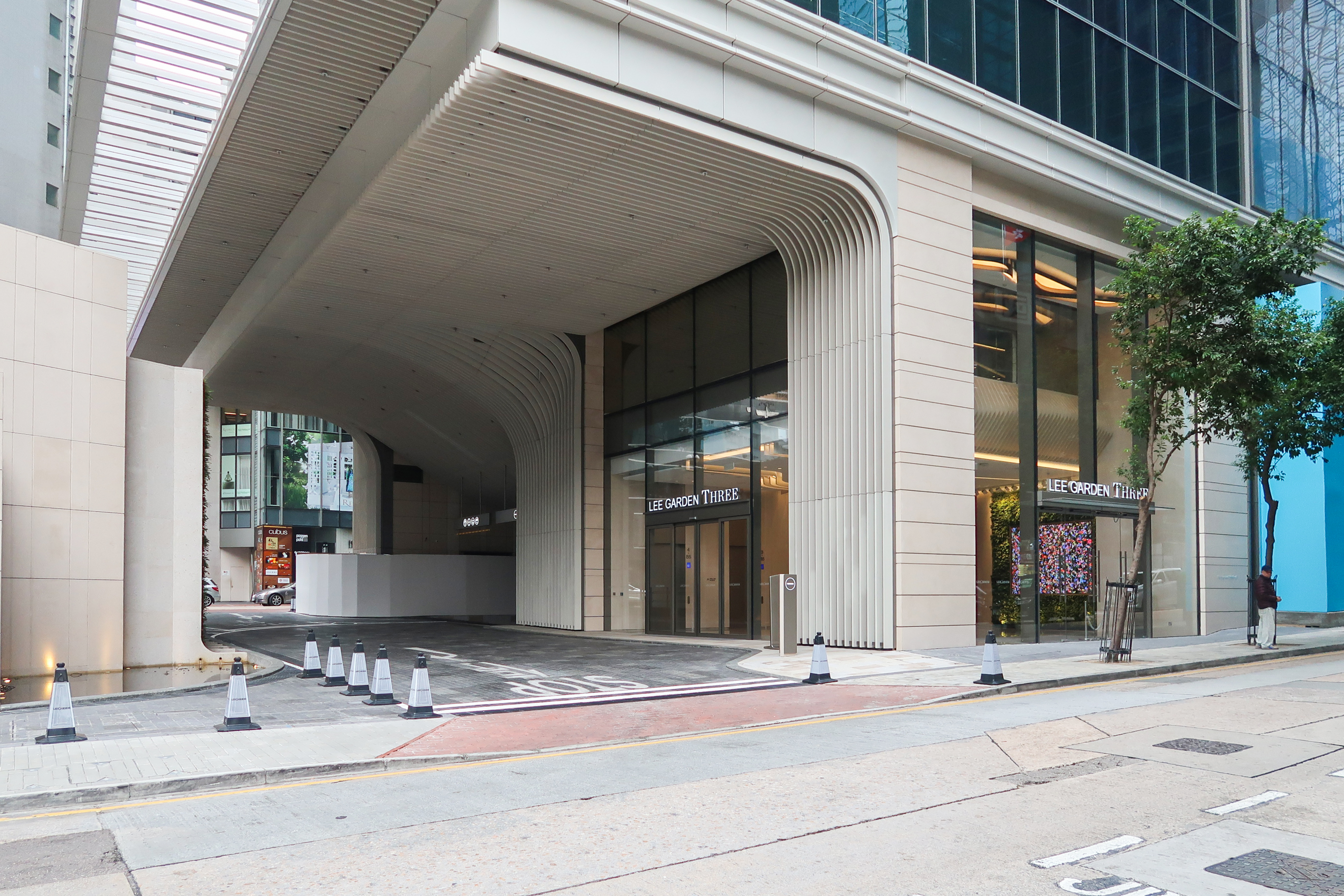
利園三期車道出口

利園三期（英語：Lee Garden Three）是香港一座建築物。建築物前稱新寧大廈重建項目，位處香港銅鑼灣（利園山）新寧道1號，項目包括3層地面商場和21層甲級寫字樓，另外還有5層地庫作停車場，王歐陽建築師集團設計，金門建築承建的商廈。新寧大廈於2013年10月底開始拆卸，2015年上半年進行加固支撑、挖掘及其他地基工程，並於2016年年初完成，同年下半年正式動工。目前整個項目已經完成，其中辦公大樓部分已於2018年初開始交付。項目在2018年11月13日開幕，利希慎家族第二代至第五代成員均有出席。

## 歷史
項目為該址第三代建築物。第一代為新寧樓，於1949年建成，是希慎第一座公寓大廈，同時是香港首批以單位住戶為獨立業主的大廈之一；其中六十個單位為公寓、另外五十個單位則與中國旅行社合辦新寧招待所，在同年5月1日開幕，所內的香檳廳和新寧餐廳最為著名。第二代為著名建築師貝聿銘設計的新寧大廈。希慎在2013年3月首次宣布，計劃將新寧大廈及新寧閣合併及重建為綜合寫字樓及商場物業，預期2018年完成。
2018年4月高盛已承租利園3期22樓至27樓，面積達9.2萬平方呎，呎租約60元。其他寫字樓租客包括甲骨文公司、韋萊韜悅和馬來亞銀行。

## 商場
商場樓高3層，提供近10萬平方呎樓面，於2018年第三季正式開幕，定位為「Modern Lifestyle Experience」。租戶包括時裝店I.T.、4間國際家居品牌，BoConcept、Homeless、Tavolo Kids Living和Visionaire，並設香港首間星巴克旗艦店，佔地5,500呎。其他租戶包括KitchenAid全港首間旗艦店、首度來港開業Next Door Café & Bar家具概念店和日本人氣「幸福Pancake」首家海外店。

## 寫字樓
下列為利園三期寫字樓部分租戶樓層分佈：
- 4樓、5樓、6樓、20樓及21樓：雷格斯
- 6樓：永豐金資產管理（601室）
- 7樓：永豐金證券、永豐金（亞洲）代理人、永豐金資本（亞洲）、永豐金國際控股
- 8樓：甲骨文公司香港辦公室（Oracle）
- 10樓：國泰世華商業銀行香港分行
- 11樓：未來資產環球投資（1101室）、國泰世華商業銀行香港分行（1102室）
- 16至17樓：韋萊韜悅（Willis Towers Watson）
- 18樓：香港大塚製藥（1801室）
- 19樓：羅申美香港諮詢（1902室）、長城天下控股有限公司（1903室）
- 22至23樓及25至27樓：高盛
- 28至29樓：馬來亞銀行香港分行

寫字樓更設有「香港首個大廈內之空中緩跑徑」及天台花園。

## 興建圖片

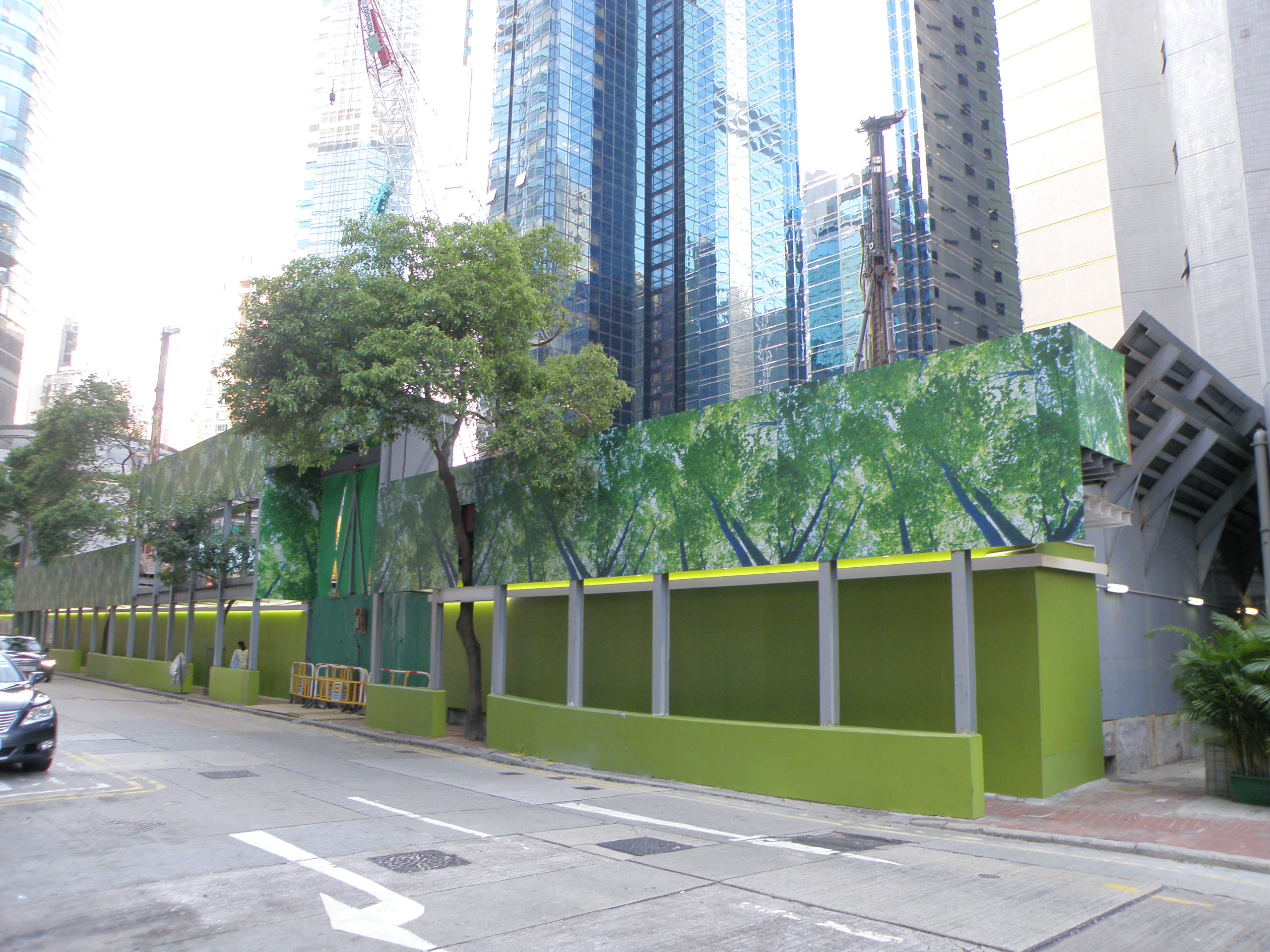
2015年4月
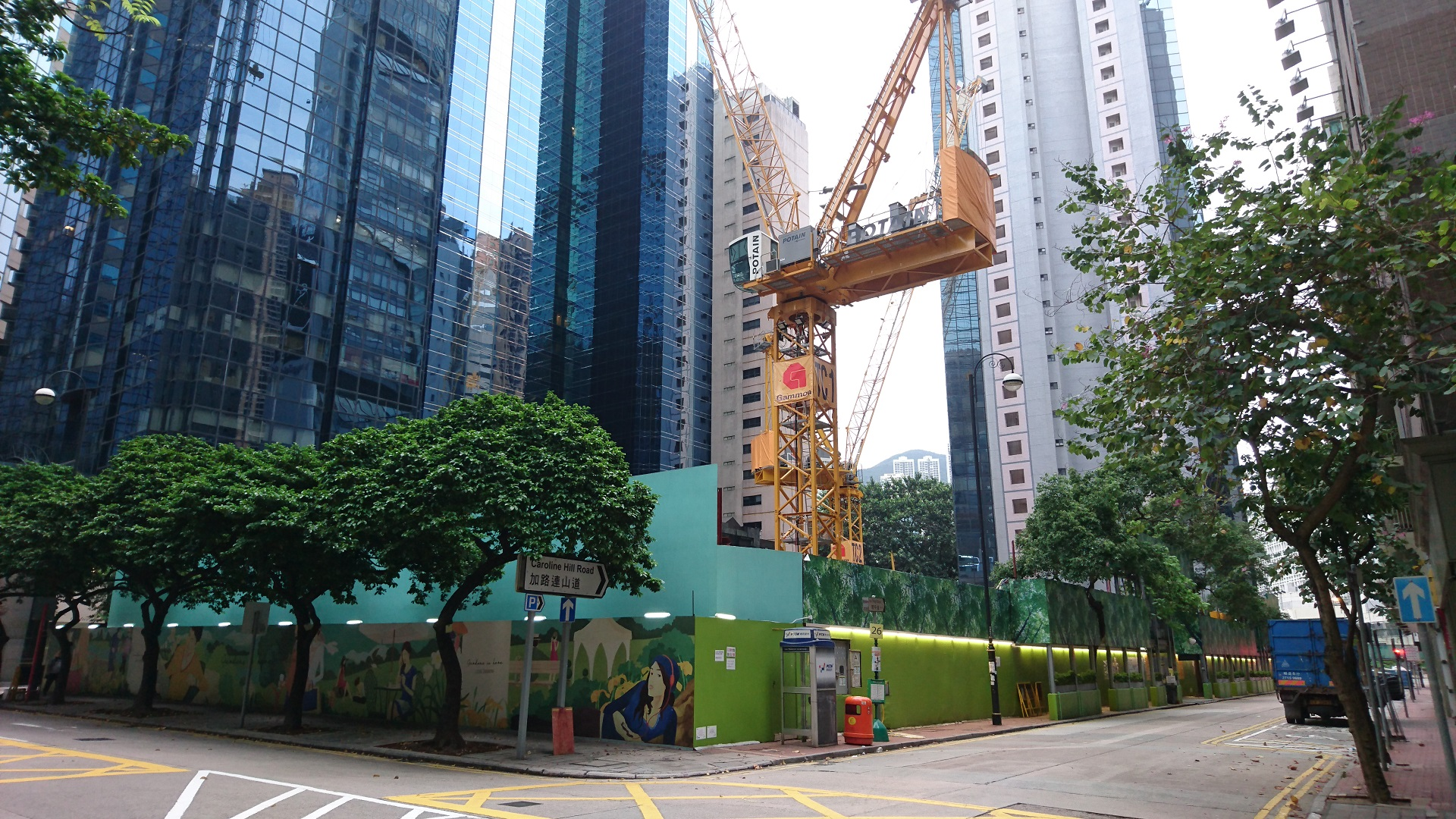
2016年4月
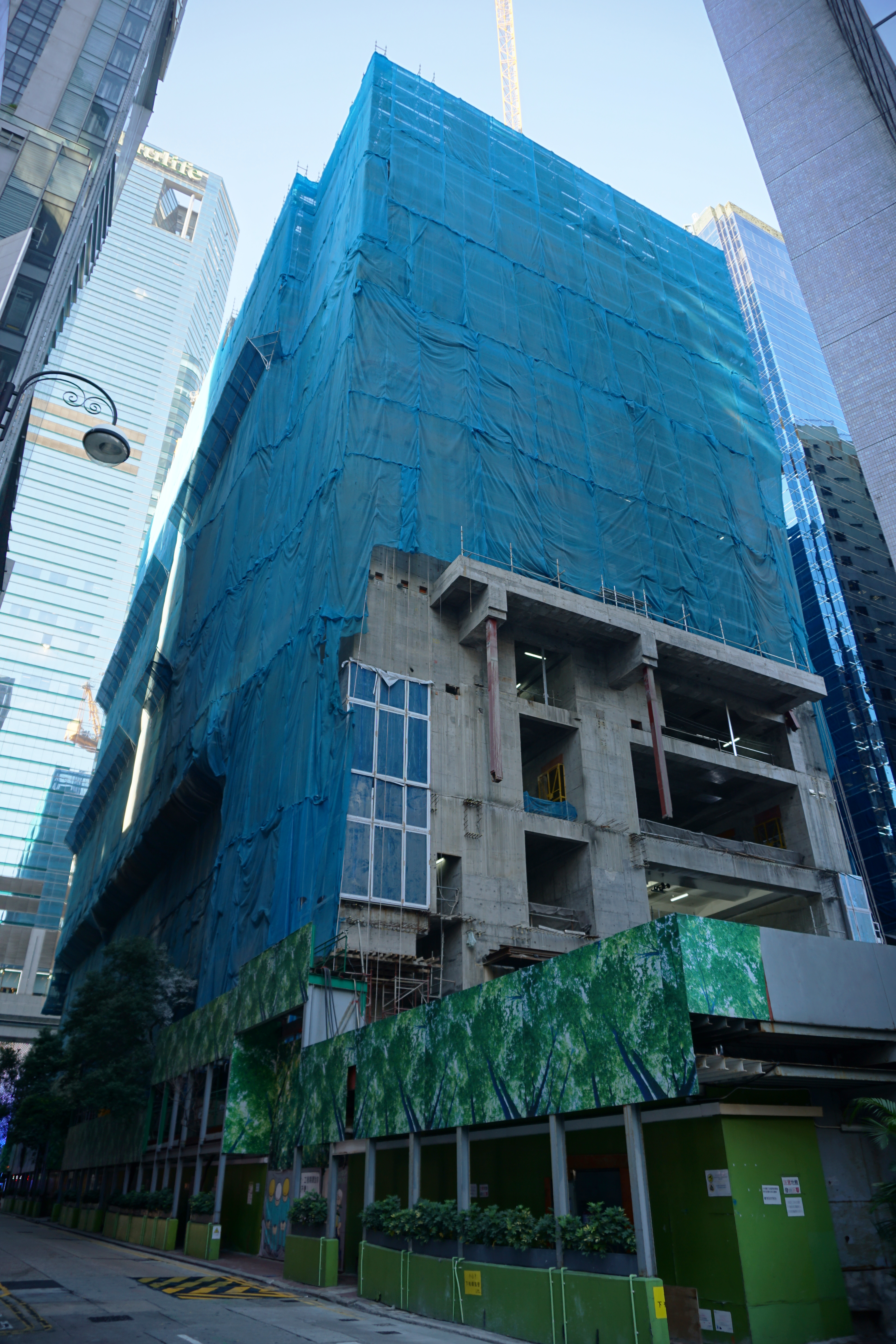
2017年1月
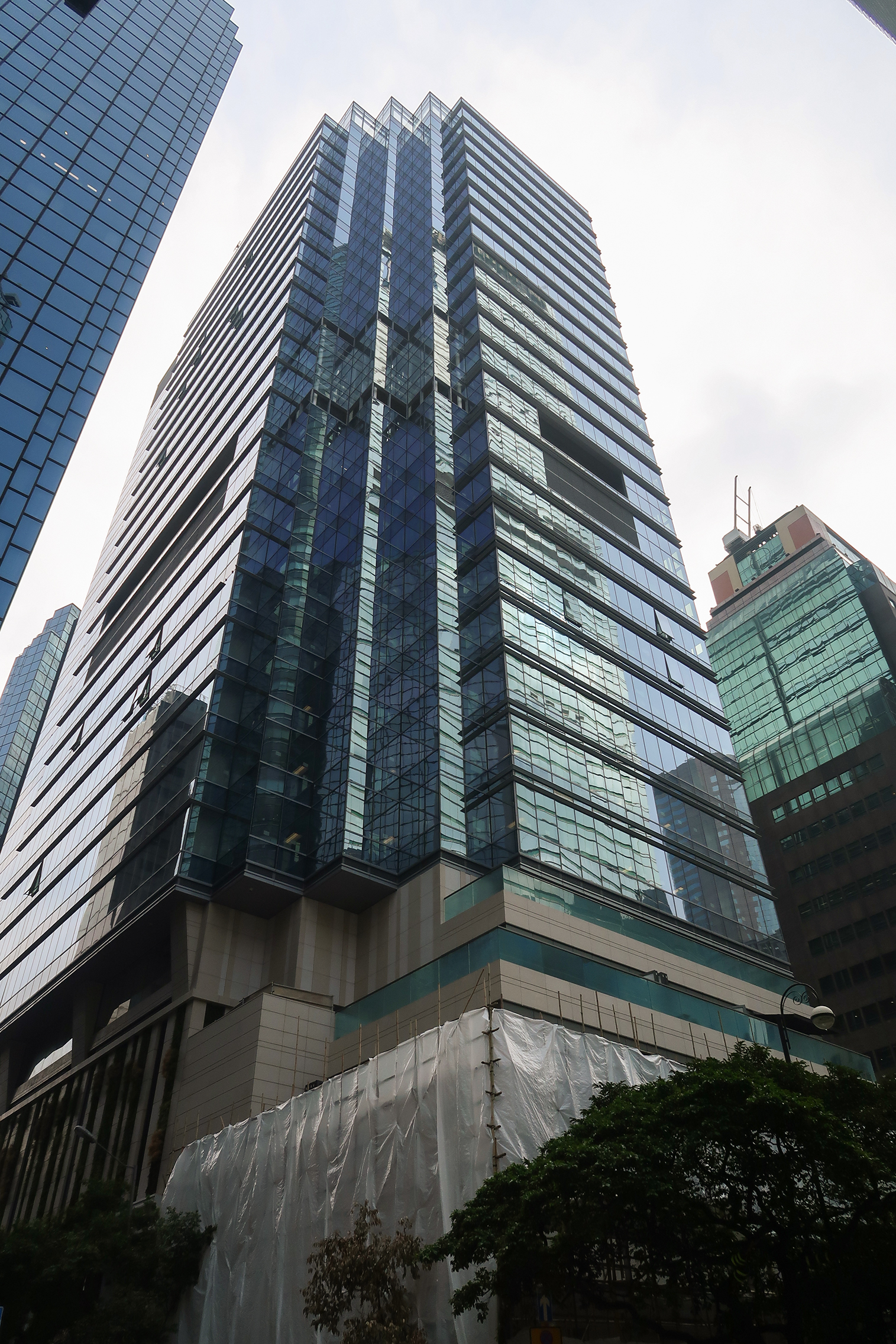
2018年1月

## 鄰近
- 利園一期
- 利園二期
- 利園五期
- 利園六期
- 力寶禮頓大廈
- 中國太平大廈
- 南華體育會

## 交通
鐵路
- 港鐵
  - 港島綫銅鑼灣站（F1出口）

## 外部連結
- 利園三期（页面存档备份，存于）